# Liste der Kulturdenkmäler in Bescheid (Hunsrück)
In der Liste der Kulturdenkmäler in Bescheid sind alle Kulturdenkmäler der rheinland-pfälzischen Ortsgemeinde Bescheid aufgeführt. Grundlage ist die Denkmalliste des Landes Rheinland-Pfalz (Stand: 8. Februar 2023).

## Einzeldenkmäler
| Bezeichnung                            | Lage                                 | Baujahr         | Beschreibung | Bild |
| -------------------------------------- | ------------------------------------ | --------------- | --- | ---- |
| Wohnhaus                               | Dhrontalstraße 1 Lage                | 1908            | ehemaliges katholisches Pfarrhaus; historistisches Wohnhaus, 1908                                                                   | BW   |
| Portal                                 | Dhrontalstraße, an Nr. 4 Lage        | 1869            | spätklassizistisches Sandsteinportal, bezeichnet 1869, mit bauzeitlichem Türblatt                                                   | BW   |
| Wohnhaus                               | Dhrontalstraße 7 Lage                | 18. Jahrhundert | Breitgiebelhaus, 18. Jahrhundert, 1833 verändert                                                                                    | BW   |
| Katholische Pfarrkirche St. Trinitatis | Dhrontalstraße 12 Lage               | 1746            | barocker Saalbau, 1746; Rundturm romanisch, Chor spätgotisch, 1854 Erweiterung; im ummauerten Kirchhof Schaftkreuz, bezeichnet 1823 | BW   |
| Wohnhaus                               | Dhrontalstraße 15 Lage               | 18. Jahrhundert | Breitgiebelhaus, teilweise Fachwerk (verputzt), 18. Jahrhundert                                                                     | BW   |
| Wegekapelle                            | Hermeskeiler Straße ohne Nummer Lage | 1863            | Wegekapelle, Putzbau, 1863 | BW   |
| Wegekapelle                            | Trierer Straße ohne Nummer Lage      | um 1900         | Wegekapelle, Putzbau, um 1900 | BW   |

## Ehemalige Kulturdenkmäler
| Bezeichnung | Lage                          | Baujahr         | Beschreibung                                                                               | Bild |
| ----------- | ----------------------------- | --------------- | ------------------------------------------------------------------------------------------ | ---- |
| Einhaus     | Kirchstraße, neben Nr. 5 Lage | 18. Jahrhundert | Einhaus, teilweise Fachwerk, 18. Jahrhundert, Umbau im frühen 19. Jahrhundert; abgebrochen | BW   |
| Quereinhaus | Trierer Straße 3 Lage         | 1829            | Quereinhaus, bezeichnet 1829; abgebrochen                                                  | BW   |